# ابن معترف الطرفي
أبو عبد الله محمد بن أحمد بن معترف الكناني الطرفي (ولد في قرطبة سنة 386 هـ / 997 م، وتوفي سنة 454 هـ / 1062 م) كان عالمًا أندلسيًّا بارزًا، يُعرف اليوم بشكل خاص بكتاب قصص الأنبياء المسلمين.

## الحياة
وبحسب ابن الجزري، كان الطرفي إمامًا في مسجد الطرفة في قرطبة، وهذا سبب نسبته بالطرفي. :134–35

## أعمال
ومن المعروف أن الطرفي قد ألف شرح قصائد في القراءات ؛ وكتاب القرين ، الذي يجمع مقاطع من كتاب ابن قتيبة مشكل القرآن وكتاب غافل القرآن ويرتبها لتكون بنفس ترتيب سور القرآن ذات الصلة؛ ومختصرًا لتفسير الطبري. :135–36
ومع ذلك، فهو معروف اليوم بكتابه تاريخ الرسل والملوك، وهو مجموعة من السير الذاتية للأنبياء المسلمين، وهو مثال مبكر على هذا النوع المعروف في اللغة العربية باسم قصص الأنبياء. وعلى النقيض من بعض قصص الأنبياء، فإن قصة الطرفي لا تحاول وضع الشخصيات التي تناقشها في ترتيب زمني تاريخي، بل في ترتيب ظهورها في القرآن، بدءًا من أربعة وعشرين شخصًا مذكورين بالاسم وحتى سبعة يُعتقد أنها تشير إليهم، واستبعاد الشخصيات المذكورة في القرآن التي اعتقد أنها لا تتمتع بمكانة نبوية (مثل ذي القرنين).:138كان ملتزمًا بشكل وثيق بالتقاليد التفسيرية السنية. :144وتضمنت مصادره، عددًا كبيرًا من الأعمال المفقودة الآن: كتاب زبور داود لوهب بن منبه ومجموعة قصص الأنبياء غير المعروفة التي كتبها أحمد بن خالد، :136إلى جانب (بشكل مباشر أو غير مباشر) كتاب المبتدأ لإسحاق بن بشر [الإنجليزية]، وتفسير واحد على الأقل للقرآن غير محدد الهوية، ومصادر أخرى إلى جانب ذلك، لذلك يُعد كتابه كنزًا للتاريخ الإسلامي. :140–44

## الطبعات والترجمات
- روبرتو توتولي، " قصة الأنبياء الطرفية " (أطروحة دكتوراه، المعهد الجامعي الشرقي، نابولي، 1996).